# Gosport Borough F.C.
Gosport Borough FC là một câu lạc bộ bóng đá bán chuyên nghiệp có trụ sở tại Gosport, Hampshire, Anh. Đội bóng hiện thi đấu tại Southern League Premier Division South và có sân nhà ở Privett Park.

## Danh hiệu
- Á quân FA Trophy mùa giải 2013–14
- Thắng trận play-off Southern Premier League mùa giải 2012–13[3]
- Thắng trận play-off Southern League Division One South & West mùa giải 2011–12
- Nhà vô địch Wessex League mùa giải 2006–07[4]
- Nhà vô địch Wessex League Cup mùa giải 1992–93
- Nhà vô địch Hampshire League các mùa giải 1945–46, 1976–77, 1977–78
- Nhà vô địch Hampshire Senior Cup các mùa giải 1987–88, 2014–15
- Nhà vô địch South Western Counties Pratten Cup mùa giải 1977–78
- Nhà vô địch Russell Cotes Cup các mùa giải 1969–70, 2005–06, 2012–13, 2015–16
- Nhà vô địch Portsmouth League mùa giải 1944-45[5]

## Thống kê
- Thành tích tốt nhất tại Liên đoàn: Hạng 6 Conference South mùa giải 2014-15
- Thành tích tốt nhất tại FA Cup: Vòng một mùa giải 2014-15 sau khi để thua 3–6 trước Colchester United
- Thành tích tốt nhất tại FA Trophy: Chung kết mùa giải 2014 sau khi để thua 4–0 trước Cambridge United
- Kỷ lục khán giả đến sân: 4,770 người trong trận đấu với Pegasus thuộc khuôn khổ FA Amateur Cup mùa giải 1953
- Chiến thắng đậm nhất: 19–1 trước Widbrook United trong khuôn khổ Portsmouth Senior Cup mùa giải 2016-17[6]

## Thành tích tại hạng đấu
- 2000–01: Wessex League – Hạng 8
- 2001–02: Wessex League – Hạng 4
- 2002–03: Wessex League – Hạng 2
- 2003–04: Wessex League – Hạng 3
- 2004–05: Wessex League – Hạng 4
- 2005–06: Wessex League Division One – Hạng 5
- 2006–07: Wessex League Premier Division – Hạng 1 (thăng hạng)
- 2007–08: Southern League Division One South & West – Hạng 11
- 2008–09: Southern League Division One South & West – Hạng 12
- 2009–10: Southern League Division One South & West – Hạng 8
- 2010–11: Southern League Division One South & West – Hạng 13
- 2011–12: Southern League Division One South & West – Hạng 3 (thăng hạng qua trận play-off)
- 2012–13: Southern League Premier Division – Hạng 5 (thăng hạng qua trận play-off)
- 2013–14: Football Conference South – Hạng 12
- 2014–15: Football Conference South – Hạng 6
- 2015–16: National League South – Hạng 9
- 2016–17: National League South – Hạng 20 (xuống hạng)
- 2017–18: Southern League Premier Division – Hạng 23[7]
- 2018-19: Southern League Premier Division South - Hạng 19

## Thành tích cúp quốc nội
FA Cup
- 2000–01: Đá lại vòng loại đầu tiên – thua 3–4 trên chấm phạt đền trước Thatcham Town (trận đầu hòa 1–1, đá lại hòa 1–1)
- 2001–02: Đá lại vòng loại thứ hai – thua 0–2 trước Lewes (trận đầu hòa 0–0)
- 2002–03: Vòng loại thứ ba – thua 1–3 trước Bideford
- 2003–04: Vòng loại sơ bộ – thua 2–4 trước Erith & Belvedere
- 2004–05: Vòng loại đầu tiên – thua 1–2 trước Eastleigh
- 2005–06: Vòng loại thứ hai – thua 3–4 trước Bath City
- 2006–07: Vòng sơ loại bổ sung – thua 0–1 trước Carterton
- 2007–08: Đá lại vòng loại đầu tiên – thua 1–3 trước Fleet Town (trận đầu hòa 0–0)
- 2008–09: Vòng loại thứ ba – thua 0–1 trước Dorchester Town
- 2009–10: Vòng sơ loại – thua 0–1 trước East Preston
- 2010–11: Đá lại vòng sơ loại – thua 1–2 trước Erith & Belvedere (trận đầu hòa 0–0)
- 2011–12: Vòng sơ loại – thua 1–2 trước Moneyfields
- 2012–13: Đá lại vòng loại thứ tư – thua 1–2 trước Slough Town (trận đầu hòa 0–0)
- 2013–14: Vòng loại thứ hai – thua 0–2 trước Bath City
- 2014–15: Vòng đầu tiên – thua 3–6 trước Colchester United
- 2015–16: Đá lại vòng loại thứ ba – thua 1–2 trước Whitehawk (trận đầu hòa 2–2)
- 2016–17: Đá lại vòng loại thứ hai – thua 2–3 trước Weymouth
- 2017–18: Vòng loại thứ hai – thua 1–2 trước Swindon Supermarine

FA Trophy
- 2000–01: Không tham dự (FA Vase)
- 2001–02: Không tham dự (FA Vase)
- 2002–03: Không tham dự (FA Vase)
- 2003–04: Không tham dự (FA Vase)
- 2004–05: Không tham dự (FA Vase)
- 2005–06: Không tham dự (FA Vase)
- 2007–08: Vòng loại thứ ba - thua 1–4 trước Braintree Town
- 2008–09: Vòng loại đầu tiên - thua 2–3 trước Andover
- 2009–10: Vòng loại thứ hai – lost 1–3 trước Hitchin Town
- 2010–11: Vòng sơ loại – thua 1–2 trước Wimborne Town
- 2011–12: Vòng một – thua 0–1 trước Braintree Town
- 2012–13: Vòng loại thứ hai – thua 2–3 trước AFC Totton
- 2013–14: Chung kết – thua 0–4 trước Cambridge United
- 2014–15: Vòng hai – thua 0–2 trước Braintree Town
- 2015–16: Vòng loại thứ ba – thua 1–2 trước Cirencester Town
- 2016–17: Vòng một – thua 1–2 trước AFC Sudbury
- 2017–18: Vòng loại thứ hai – thua 0–3 trước Hartley Wintney

FA Vase
- 2000–01: Vòng loại đầu tiên – thua 0–4 trước Ashford Town (Middlesex)
- 2001–02: Đá lại vòng loại thứ hai – thua 2–4 trước Andover (trận đầu hòa 2–2)
- 2002–03: Vòng một – thua 0–1 trước Sandhurst Town
- 2003–04: Tứ kết – thua 0–3 trước Bideford
- 2004–05: Vòng ba – thua 0–1 trước Didcot Town
- 2005–06: Vòng loại thứ hai – thua 0–1 trước Greenwich Borough
- 2006–07: Vòng hai – thua 1–4 trước AFC Totton
- 2007–08: Không tham dự (FA Trophy)